# Glud Museum

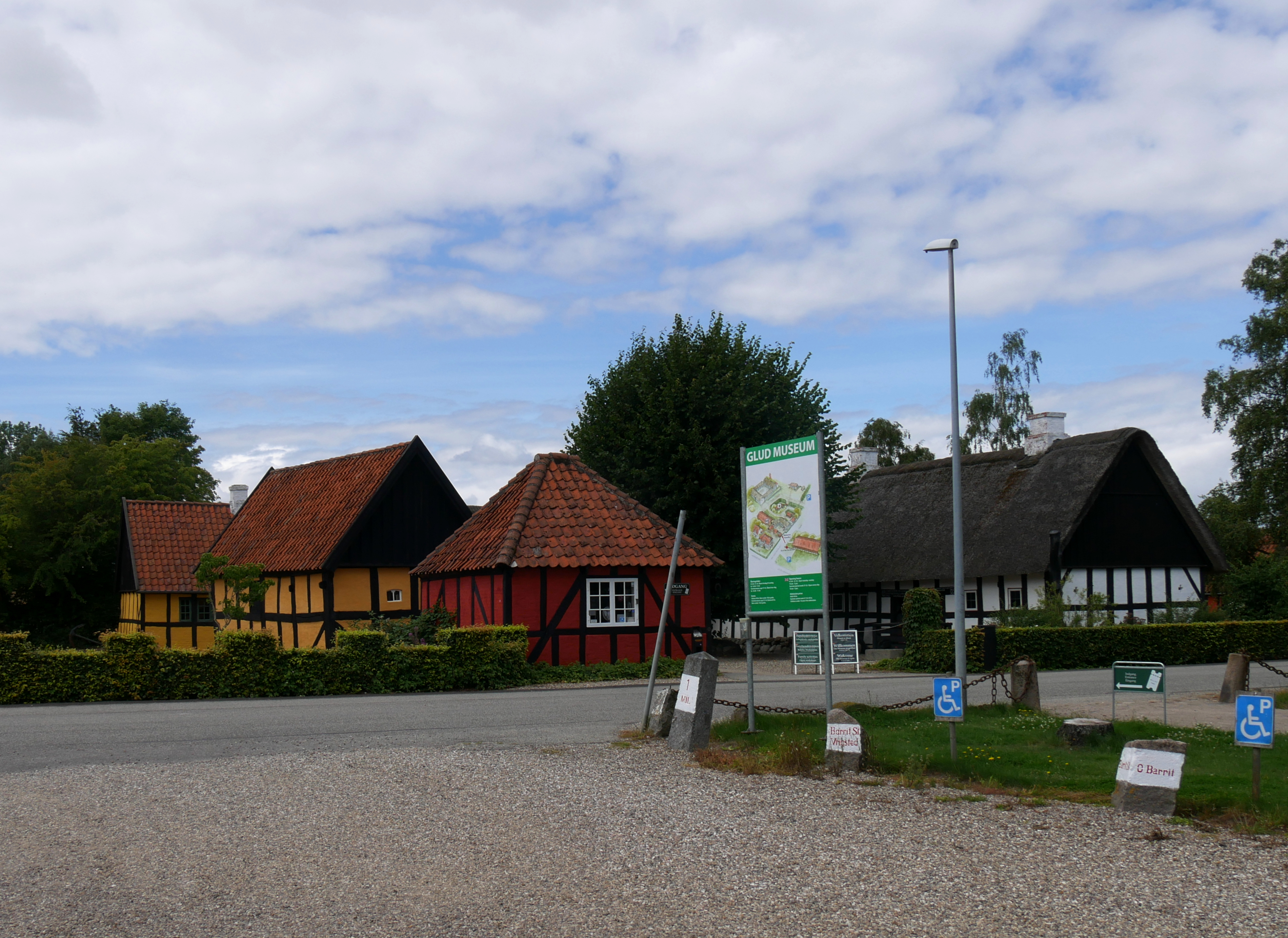
Museumseingang

Das Glud Museum ist ein Freilichtmuseum in der kleinen Stadt Glud in der dänischen Gemeinde Hedensted. Das Freilichtmuseum hat eine außergewöhnliche Gründungsgeschichte, da es nicht von einem Akademiker oder einer staatlichen Institution, sondern von einem Handwerker gegründet wurde. Das Museum beschäftigt sich mit der Landwirtschaft und dem ländlichen Leben auf der Halbinsel Juelsminde von der Mitte des 17. bis zur Mitte des 20. Jahrhunderts. Es besteht aus 14 eingerichteten Häusern der Region. Sie stellen das tägliche Leben der letzten 300 Jahre auf dem fruchtbaren Land Ostjütlands dar. Im Sommer werden im Museum die zahlreichen Werkstätten belebt. In diesen werden verschiedene Materialien verarbeitet. Es wird geschmiedet, gewebt, geschnitten und gedreht.

## Gründungsgeschichte

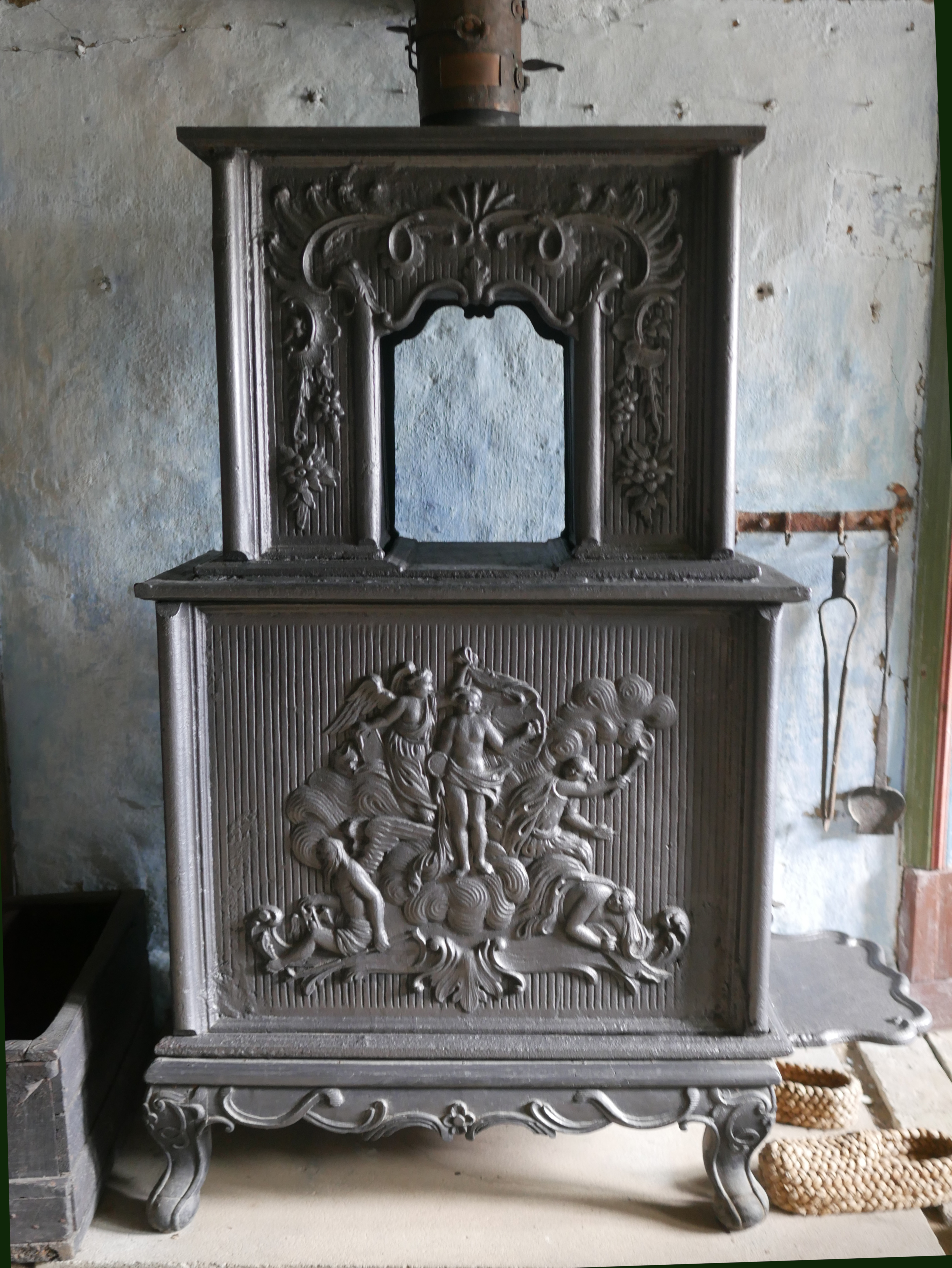
Zirkulierofen

Das Museum wurde 1912 als eines der ersten Freilichtmuseen in Dänemark gegründet. Der Gründer, Søren Knudsen, war ein lokaler Malermeister, der unter anderem ein starkes Interesse an Baugeschichte hatte. Bei seiner Walz durch Europa um das Jahr 1900 beeinflussten Knudsen vor allem die Anstrengungen zum Erhalt historischer Gebäude in Deutschland. Das war der Anlass zur Gründung des Glud Museums. Das erste Gebäude am Platz war das Rasmus-Thomesøn-Haus von 1662, ein ehemaliger Pachthof in der Nähe der Kirche von Glud. Nachdem Knudsen die Unterstützung des Ortes erhalten hatte, verlegte er das Haus (auf seiner eigenen Schubkarre) auf das Museumsgelände.
Gleichzeitig gründete er einen Museumsverein, der Knudsen das Museum nach einigen Jahren abkaufte. In den folgenden Jahren erweiterte er das Museum um weitere Gebäude – darunter ein Fischerhaus und eine Schmiede.
Der Gründer war eine Persönlichkeit mit großem historischen Interesse und engagierte sich bei der Erhaltung historischer Gebäude. Er war jedoch auch ein kämpferischer Mann, der regelmäßig mit den Einheimischen in Konflikt geriet. Mit seinem Tod im Jahr 1955 endete eine Ära der Museumsgeschichte. Zu dieser Zeit bestand das Museum aus acht Gebäuden von Bjerre Herred. Das Museum wurde von einem neuen Museumsverband betrieben, der nach Knudsens Tod gegründet wurde. 1960 beantragte das Museum staatliche Unterstützung.
Heute (2020) sind die Häuser zu verschiedenen Epochen und Themen eingerichtet. Eine besondere Sehenswürdigkeit sind die vielen kunstvoll gestalteten gusseisernen Öfen.

## Einige Häuser

### Hildesheim
Das Haus wurde 1906 erbaut und in den 1920er Jahren aus- und umgebaut. Der Gründer des Museums, Søren Knudsen, wohnte in ihm von der Erbauung des Hauses bis zu seinem Tod 1955. Der Name Hildesheim bezieht sich auf die deutsche Stadt und das Fachwerk des Hauses ist von deutschen Fachwerkhäusern inspiriert. Früher hing ein geschnitzter Holzkopf mit dem Namen „Lalle Konge“ (Laberkönig) an der Front des Hauses. Wenn jemand vorbeiging, den Knudsen nicht mochte, zog er an einem Stock und die Figur streckte die Zunge heraus.

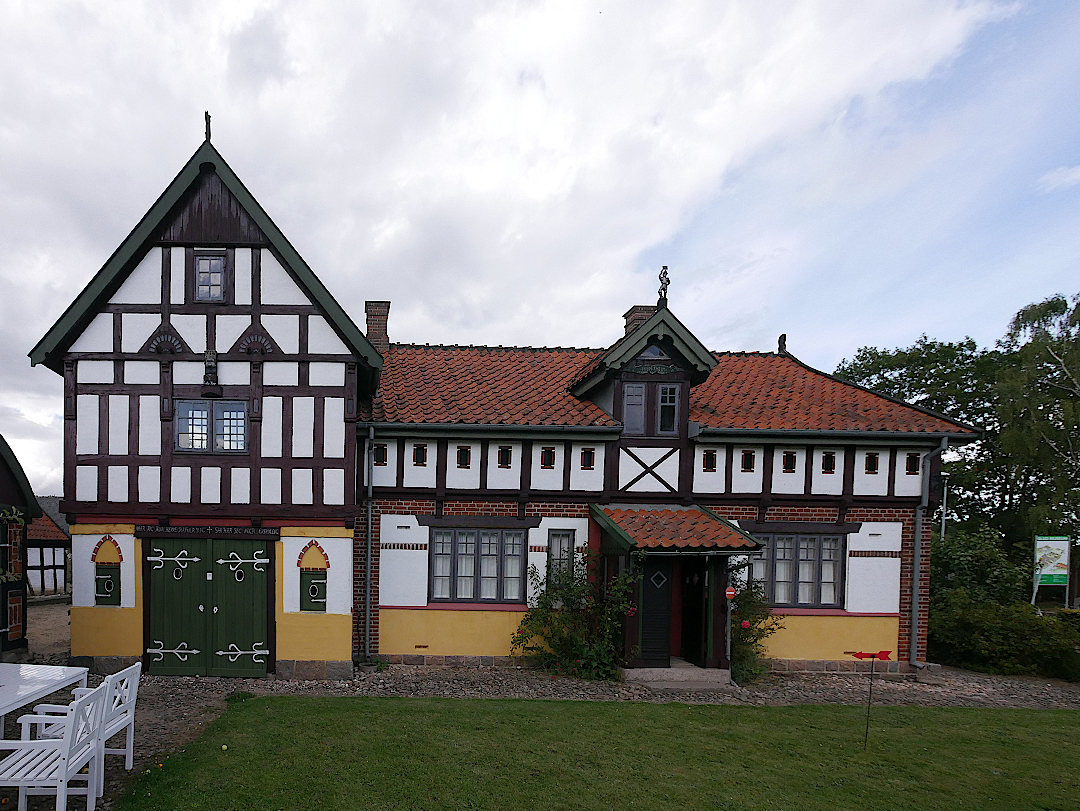
Nordseite (vom Museumsgelände)
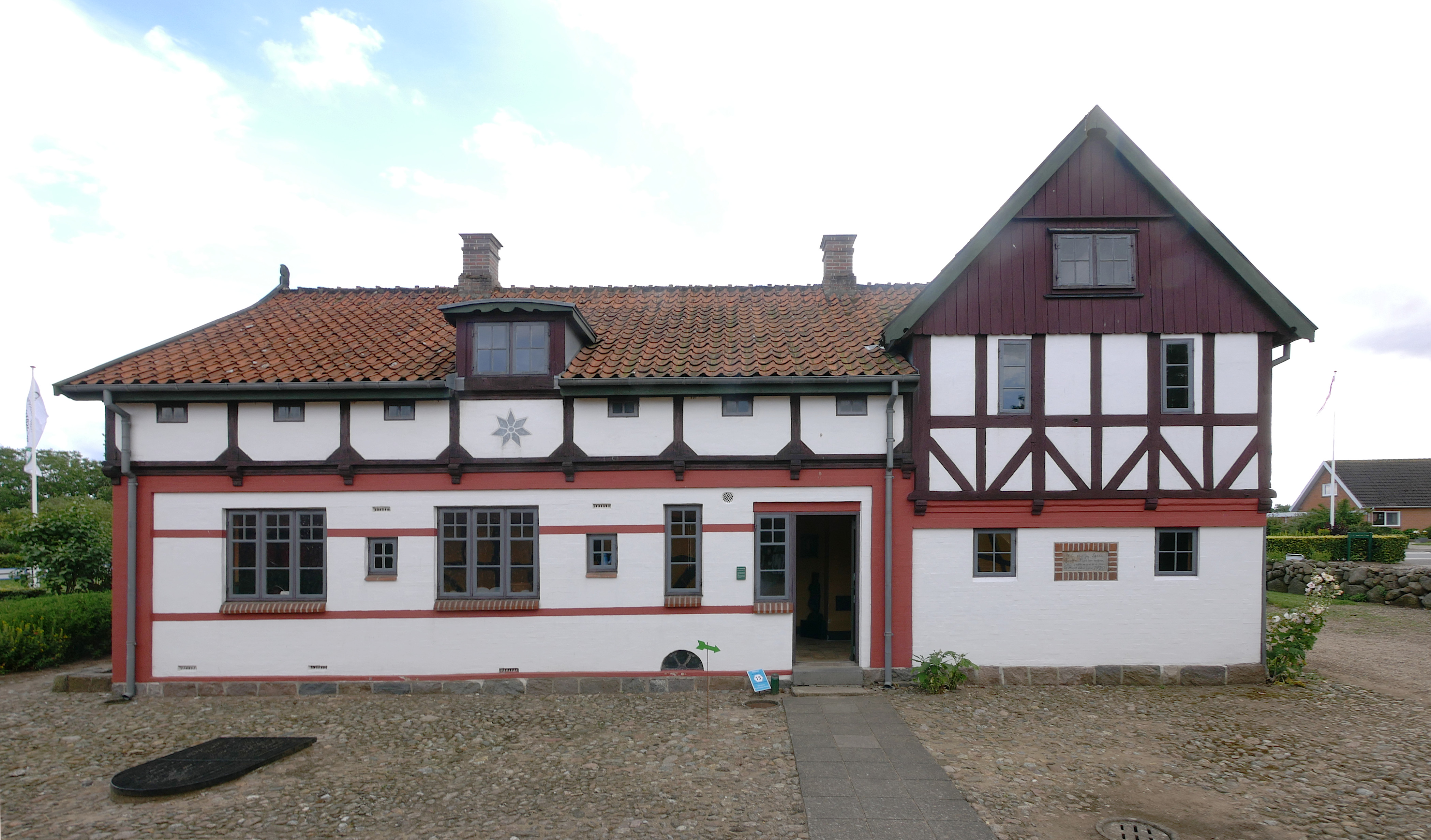
Südseite (straßenseitig)
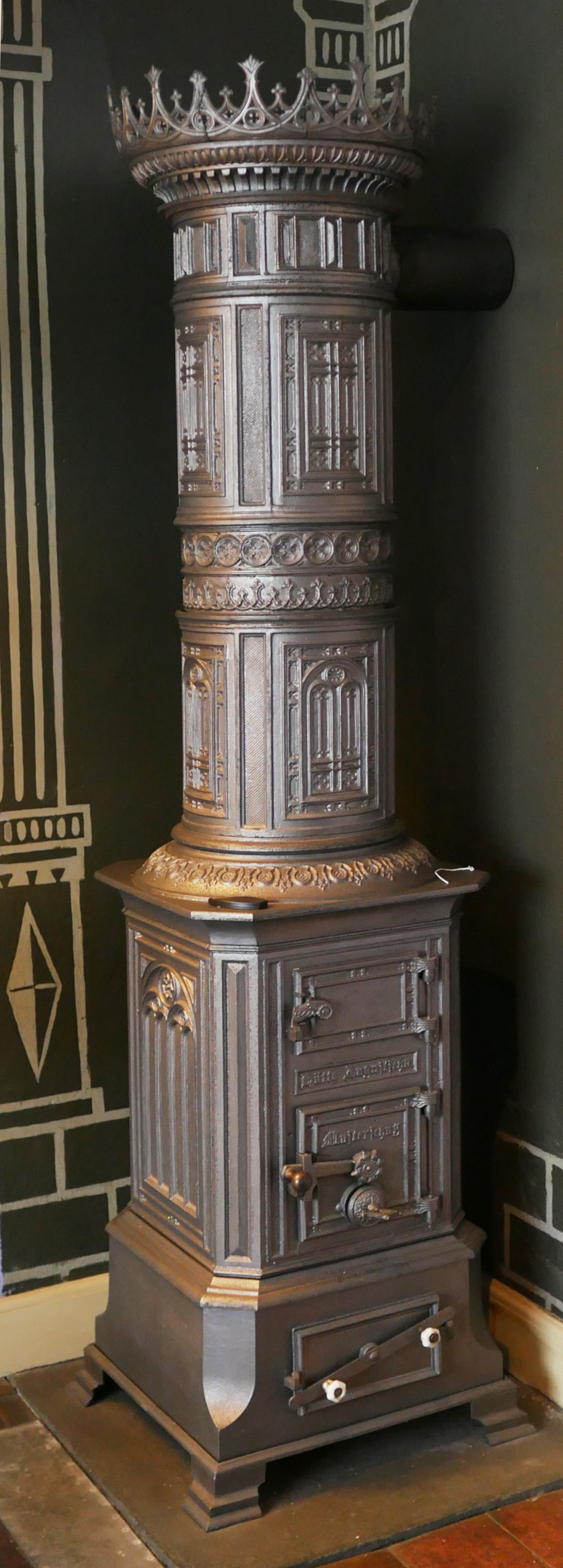
Säulenofen
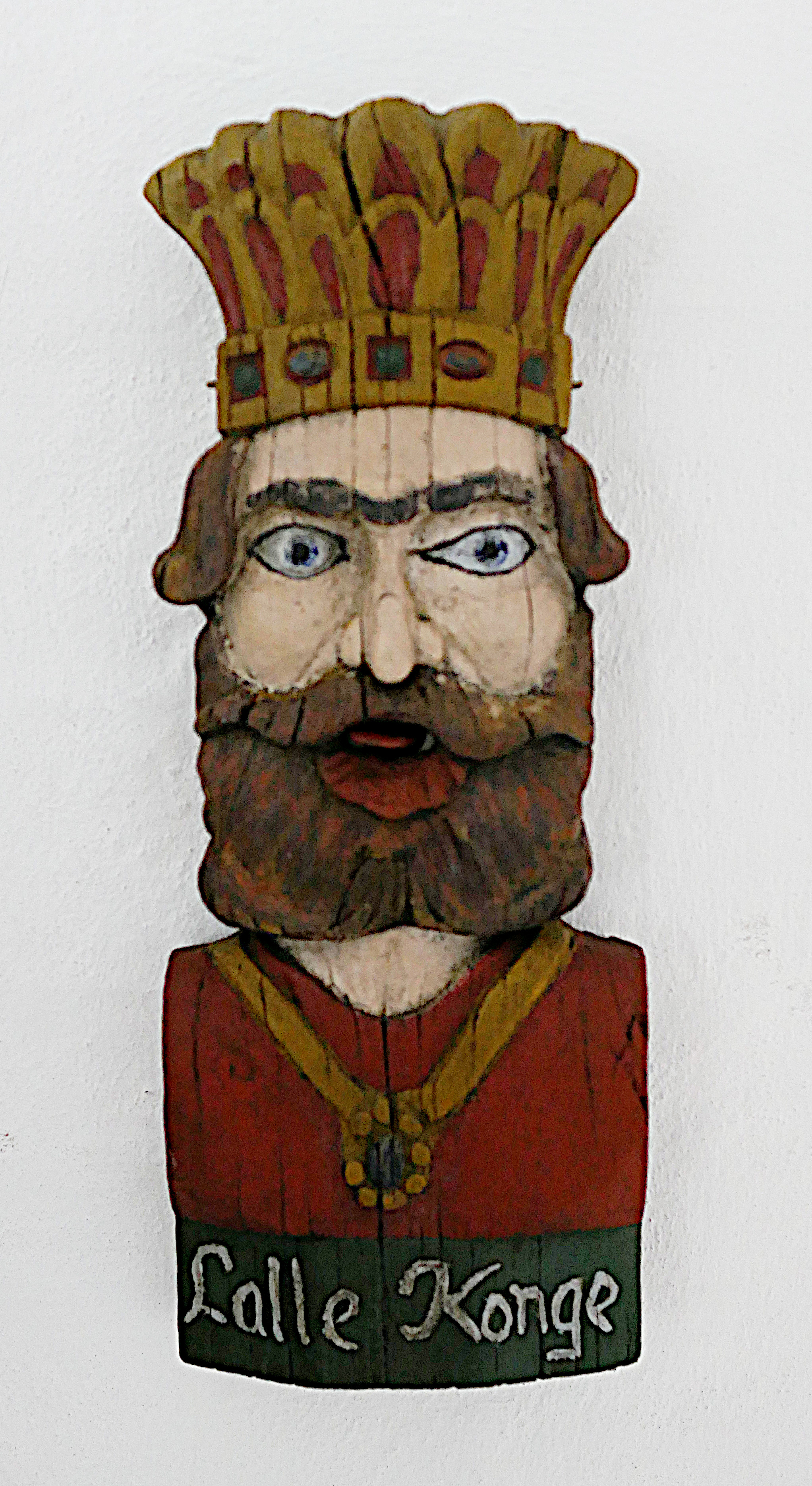
Lalle Konge (Laberkönig)
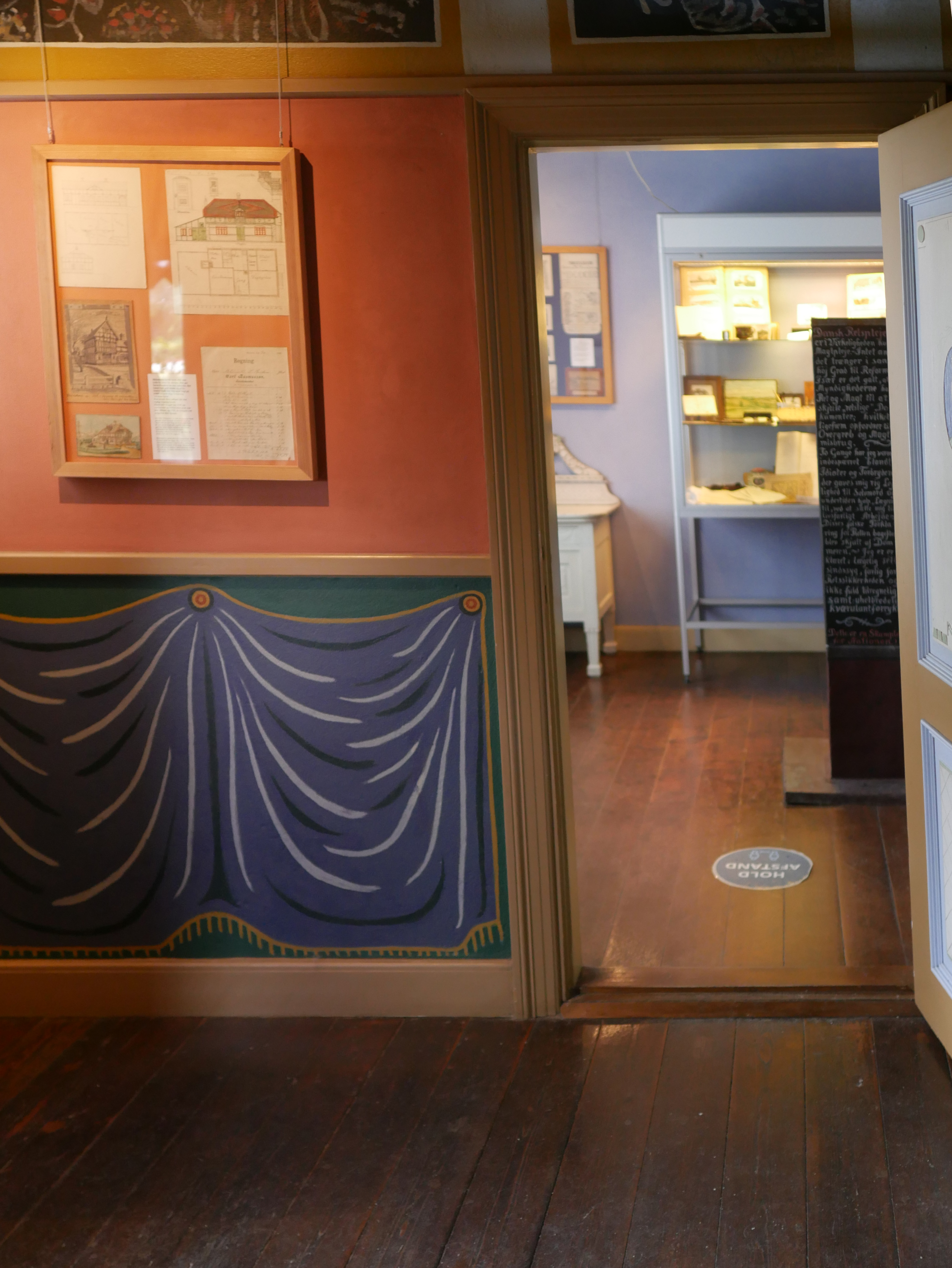
Innenraum im Obergeschoss

### Østruphuset
Das Gebäude wie es sich heute im Aufbau von 1921 bis 1944 präsentiert bestand wahrscheinlich aus zwei Gebäuden, einem Haus aus Østrup und einer Scheune aus Nørby. Im Museum ist in diesem Haus die Wohnung und die Werkstatt eines Schneiders eingerichtet.

### Rasmus-Thomesøn-Haus
Das 1662 erbaute Rasmus-Thomesøn-Haus war das erste im Freilichtmuseum. Es war im Besitz eines wohlhabenden Bauern, was im 17. Jahrhundert ungewöhnlich war, da die meisten Höfe den örtlichen Grundherren gehörten, die ihre Höfe an Bauern verpachteten. Ab dem frühen 17. Jahrhundert bis 1800 lagen alle Höfe in den Dörfern und die Felder wurden gemeinschaftlich bewirtschaftet.

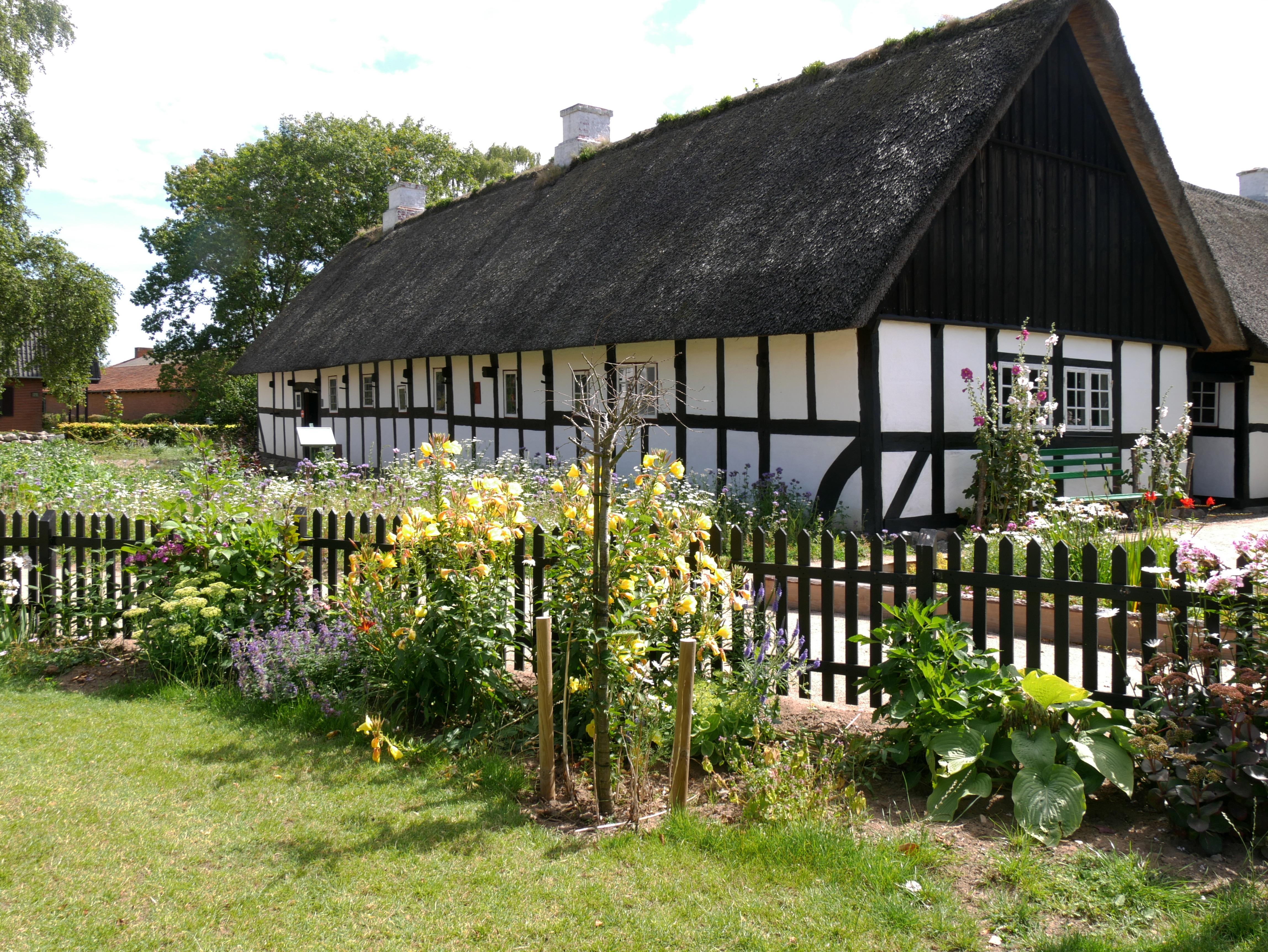
Haus von Nordwesten
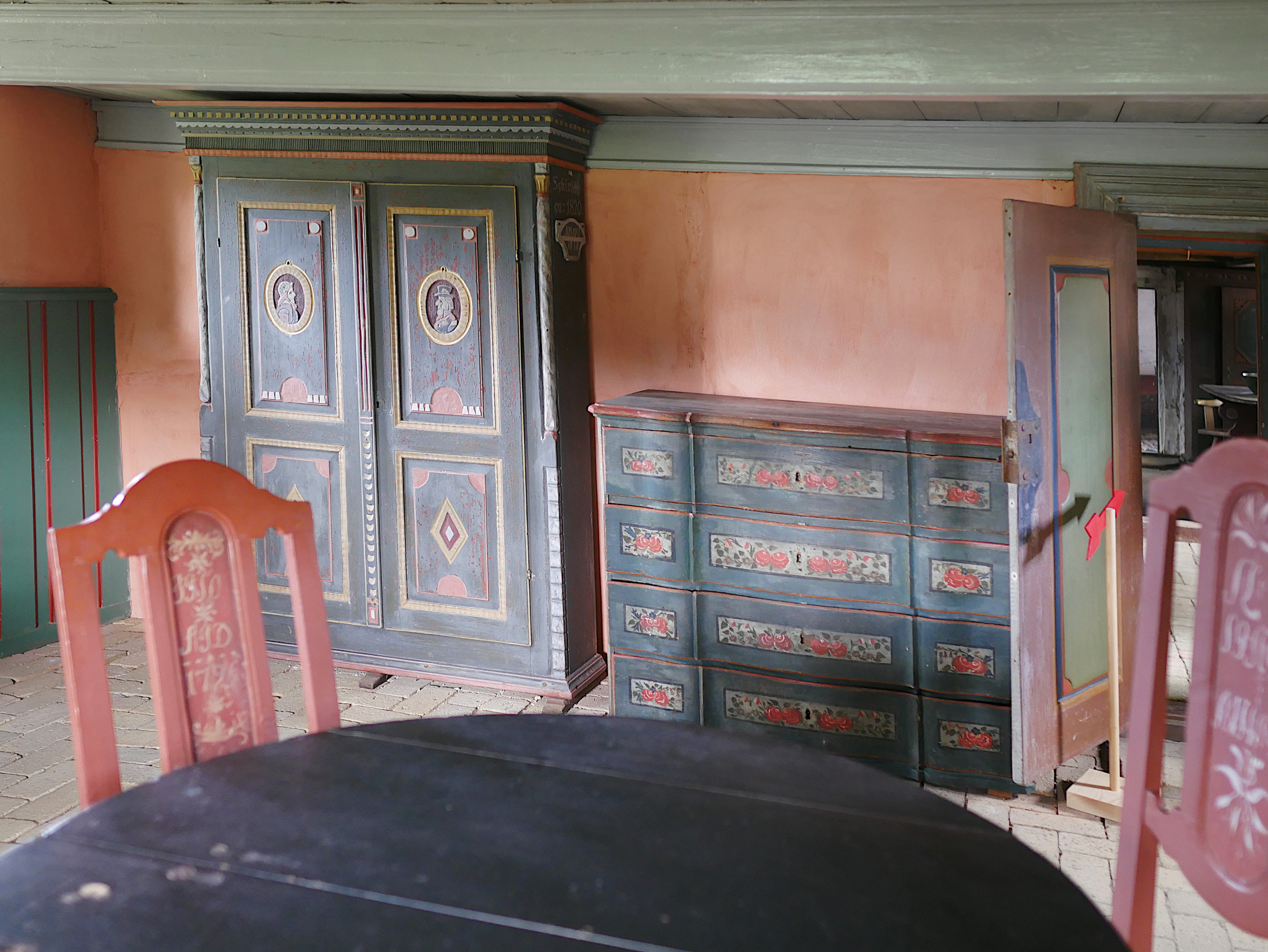
Inneneinrichtung
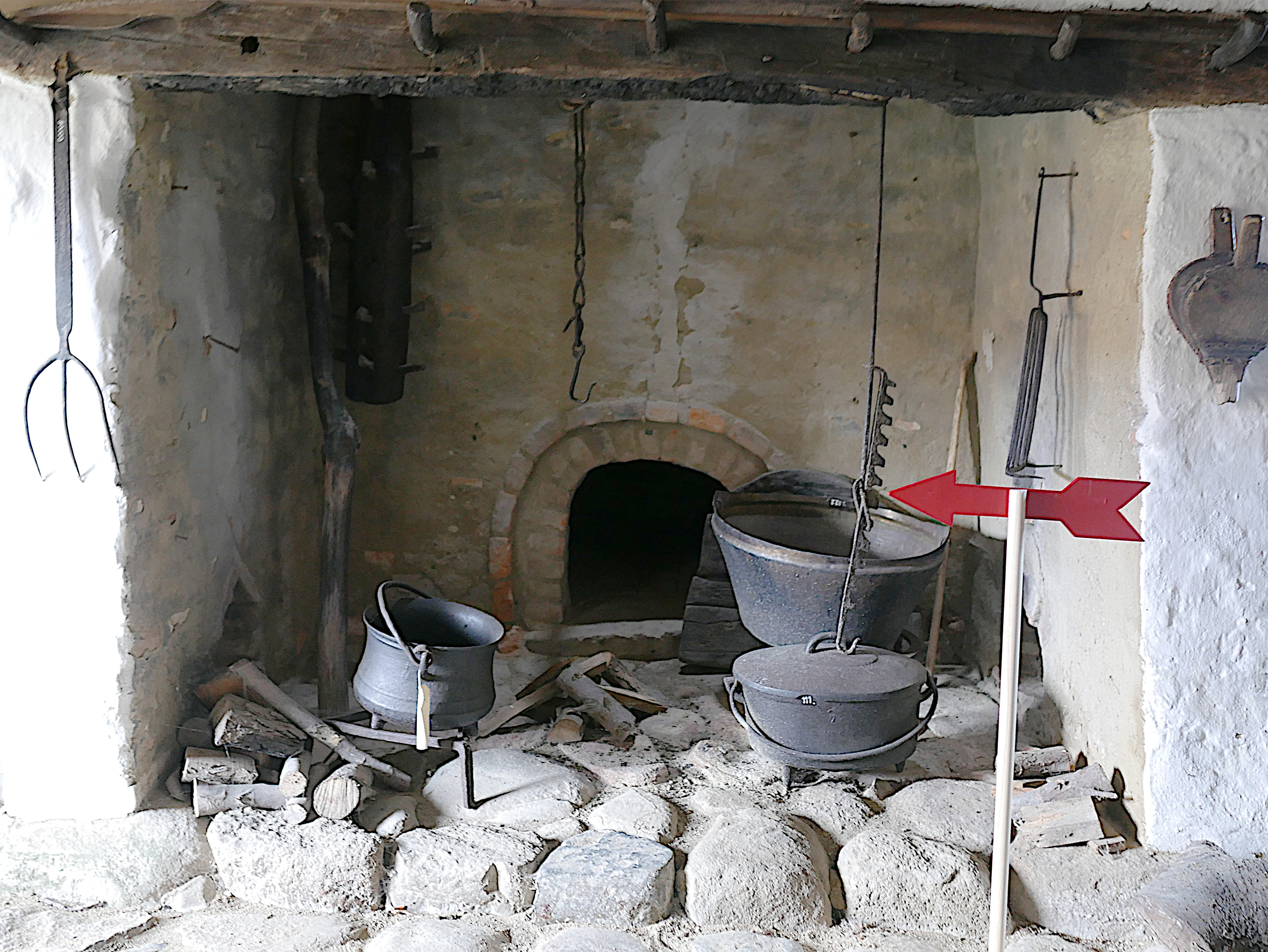
Offener Kamin mit Backofen

### Vierseithof Bandensmide
Eines der markantesten Gebäude des Museums wurde in den 1980er Jahren geschaffen, als das Museum ab 1911 auf dem Museumsgelände einen großen Vierseithof (Badensminde) erhielt und wiederaufbaute. Søren Knudsen hatte das Gebäude und sein Inneres 1928 detailliert entworfen und das Museum entschied sich daher, den Hof anno 1928 einzurichten und damit die Verbreitung des 20. Jahrhunderts auf dem Gelände zu beginnen. Badensminde ist der erste Schritt in Richtung 20. Jahrhundert im Glud Museum.

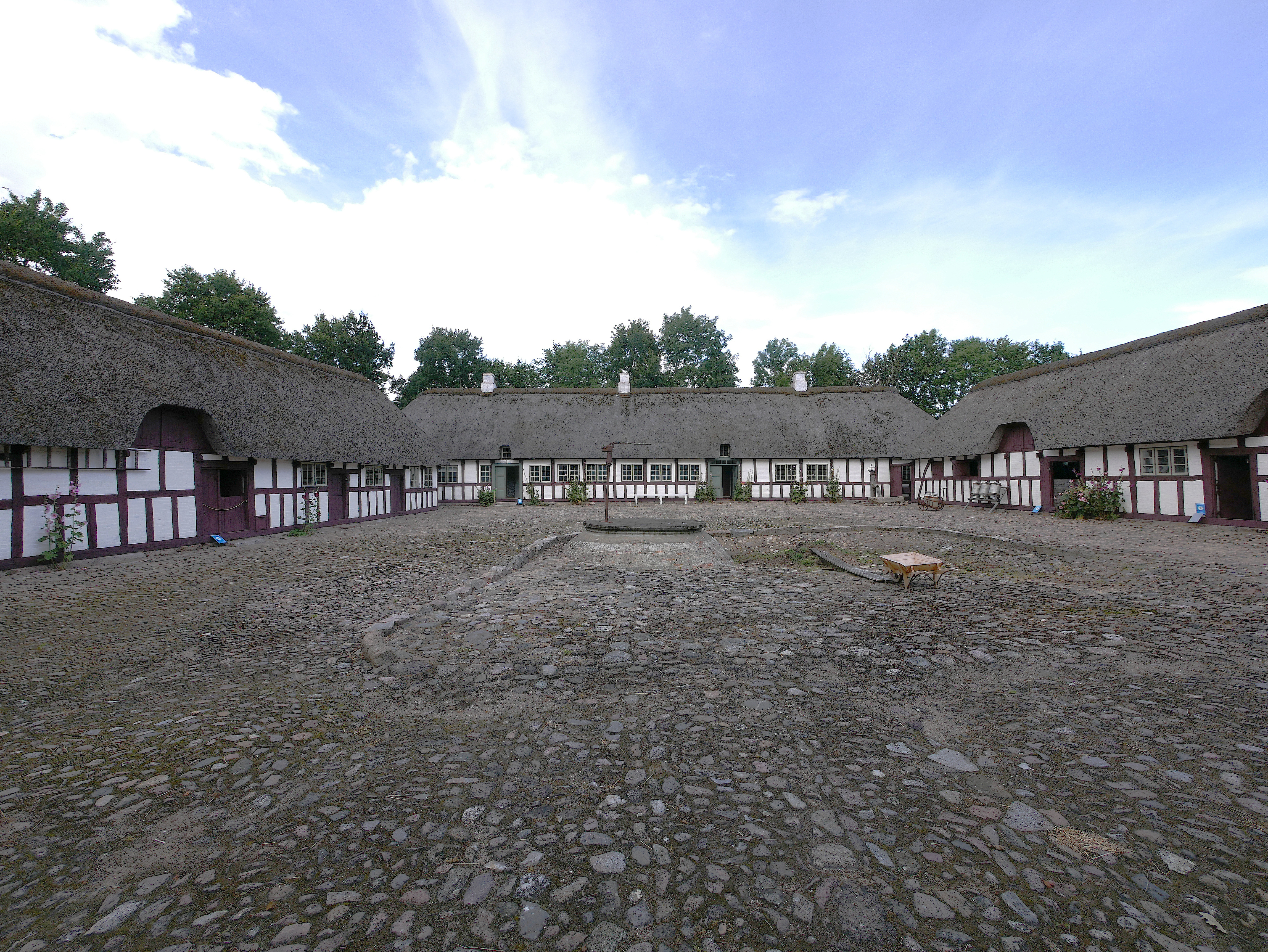
Innenhof
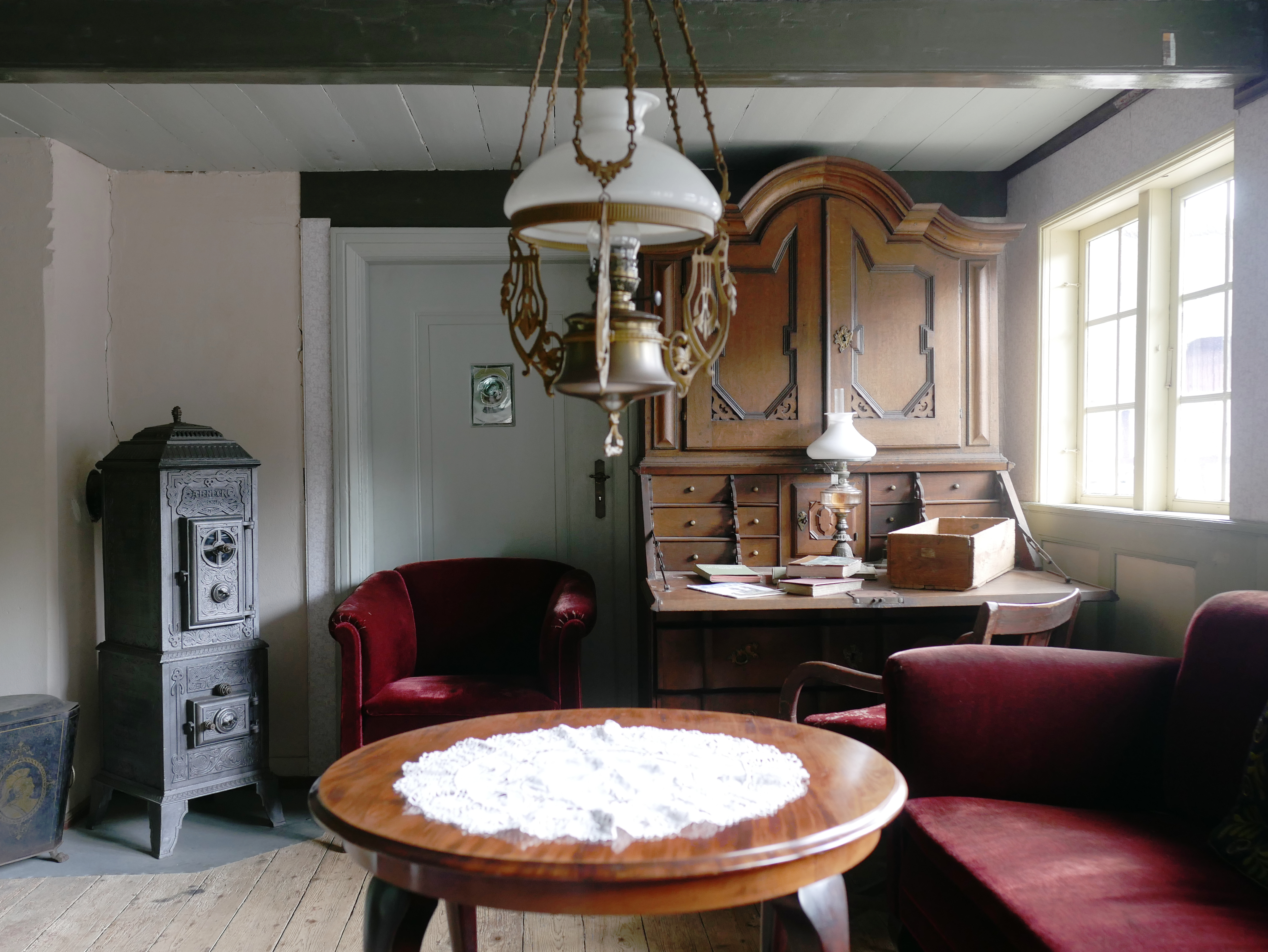
Gute Stube
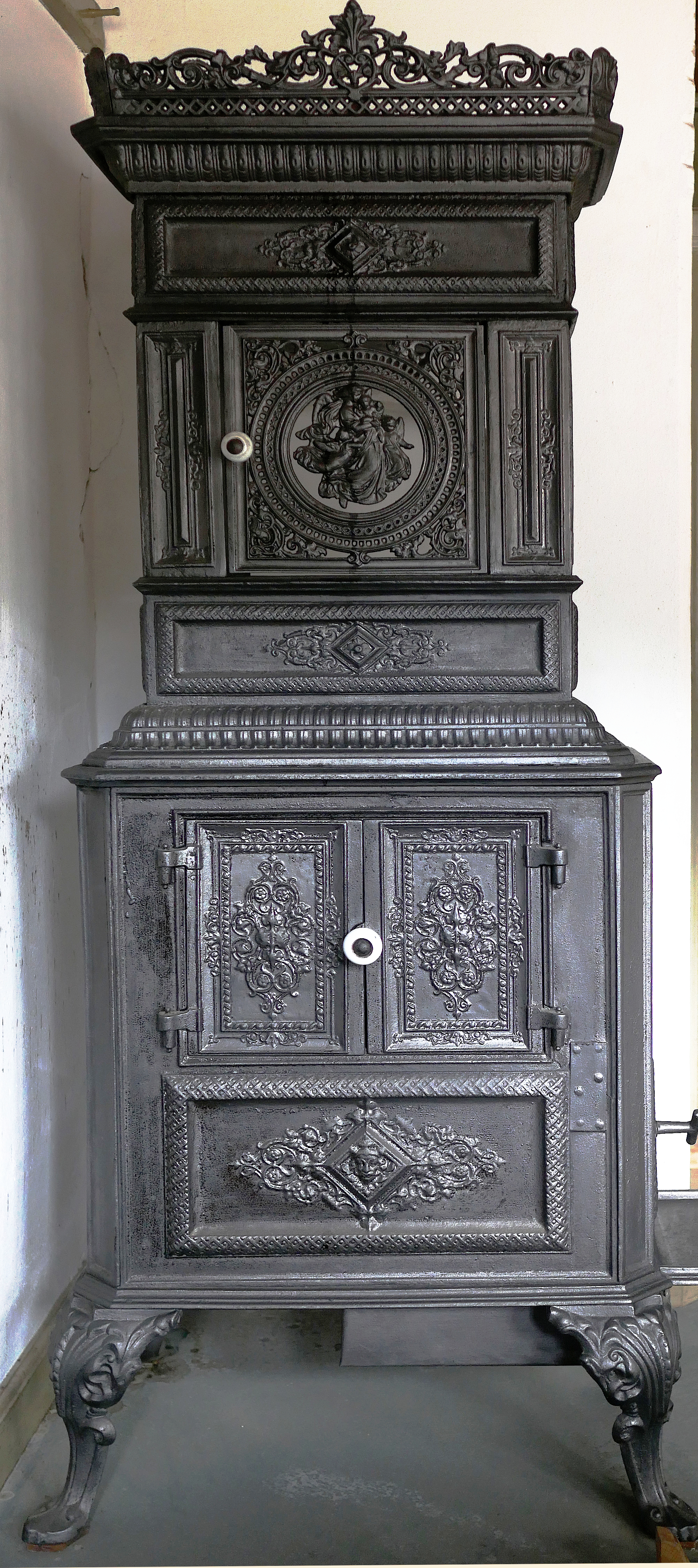
Regulier-Füllofen
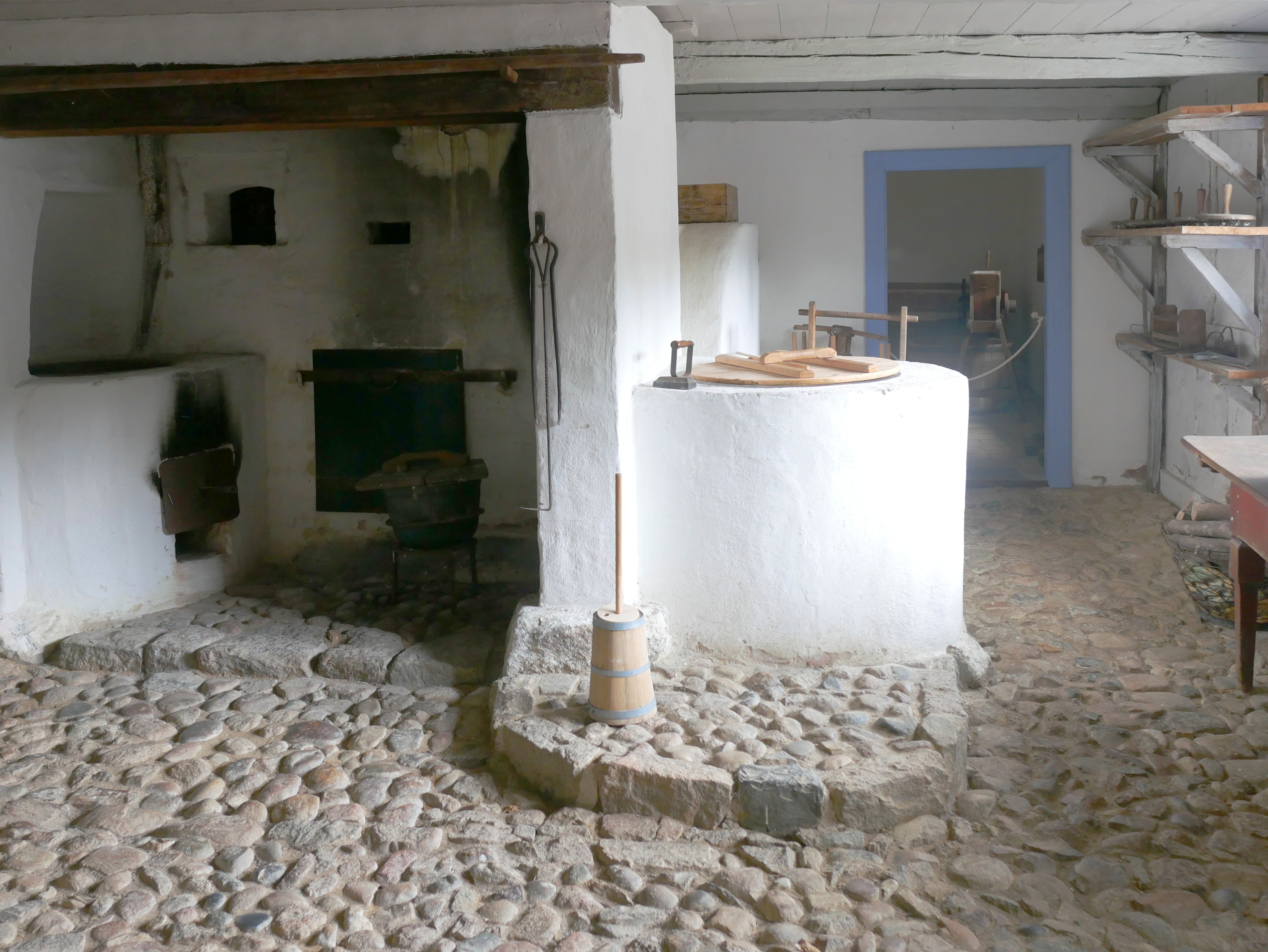
Offener Kamin und Waschkessel

### Die Gutsschmiede
Die Schmiede von Jensgaard wurde seit 1753 betrieben. Sie gehörte dem Gutsherrn und wurde an Schmiede verpachtet. Diese erledigten sowohl für den Gutsherrn als auch für die Bauern der Umgebung Arbeiten. Das Gebäude wurde 1948 abgebaut, 1955 im Museum aufgebaut und dabei in Breite und Länge verkleinert. Die Gutsschmiede zog nach Abbau des Gebäudes in eine Stalllänge des Gutsgebäudes und wurde erst 1987 zusammen mit dem Gut stillgelegt.

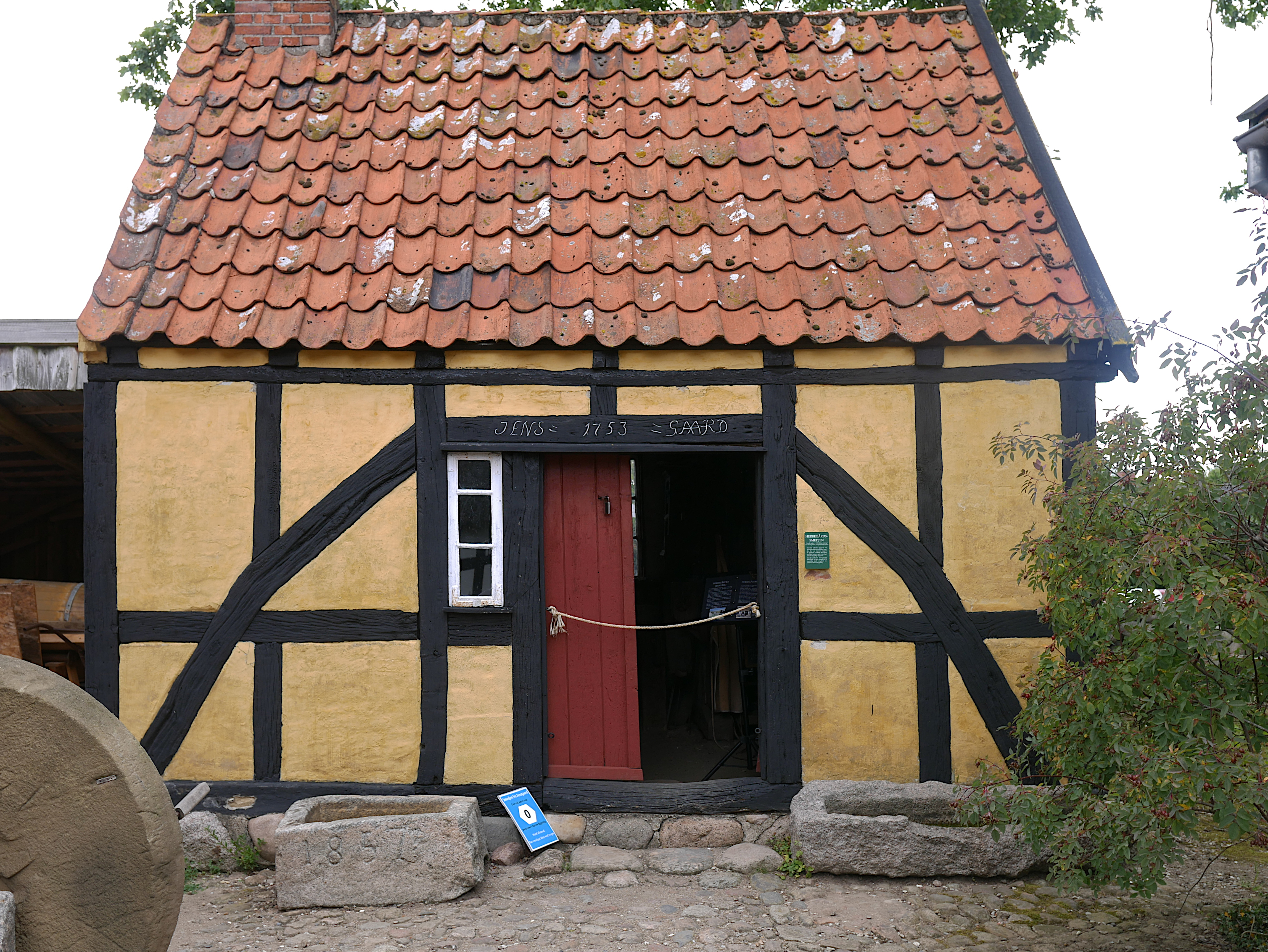
Außenansicht
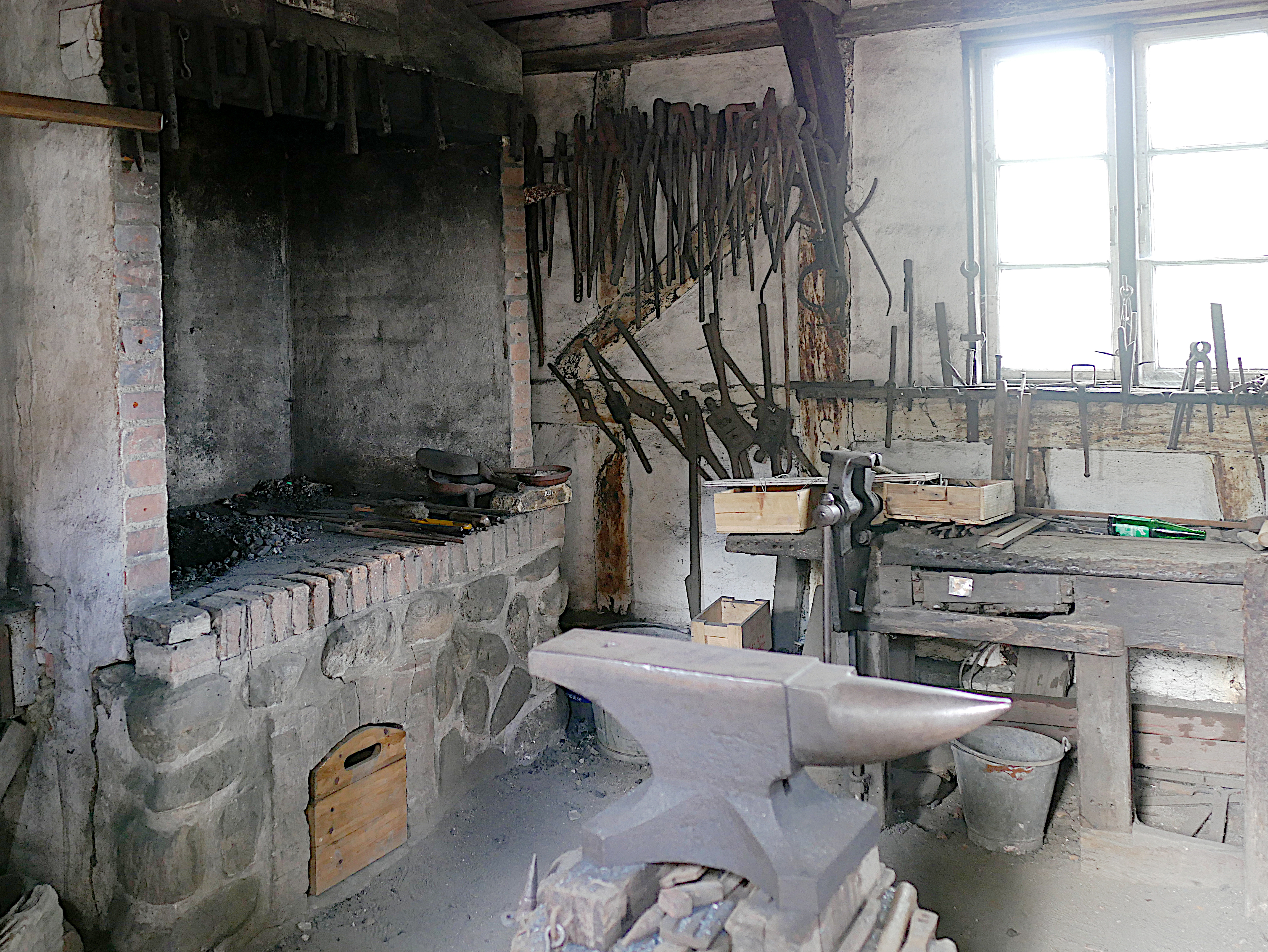
Innenraum

### Das Haus von Hjarnø
Das ehemalige Wohnhaus gehörte zum Ensemble eines ursprünglichen Pachthofes auf der Insel Hjarnø, der 1856 von dem Pächter gekauft wurde. Das Haus wurde ab 1900 nicht mehr als Wohnhaus, sondern als Lager, Heuboden und Hühnerhaus genutzt. Dargestellt wird der Einsatz neuer Maschinen und Techniken um 1900.

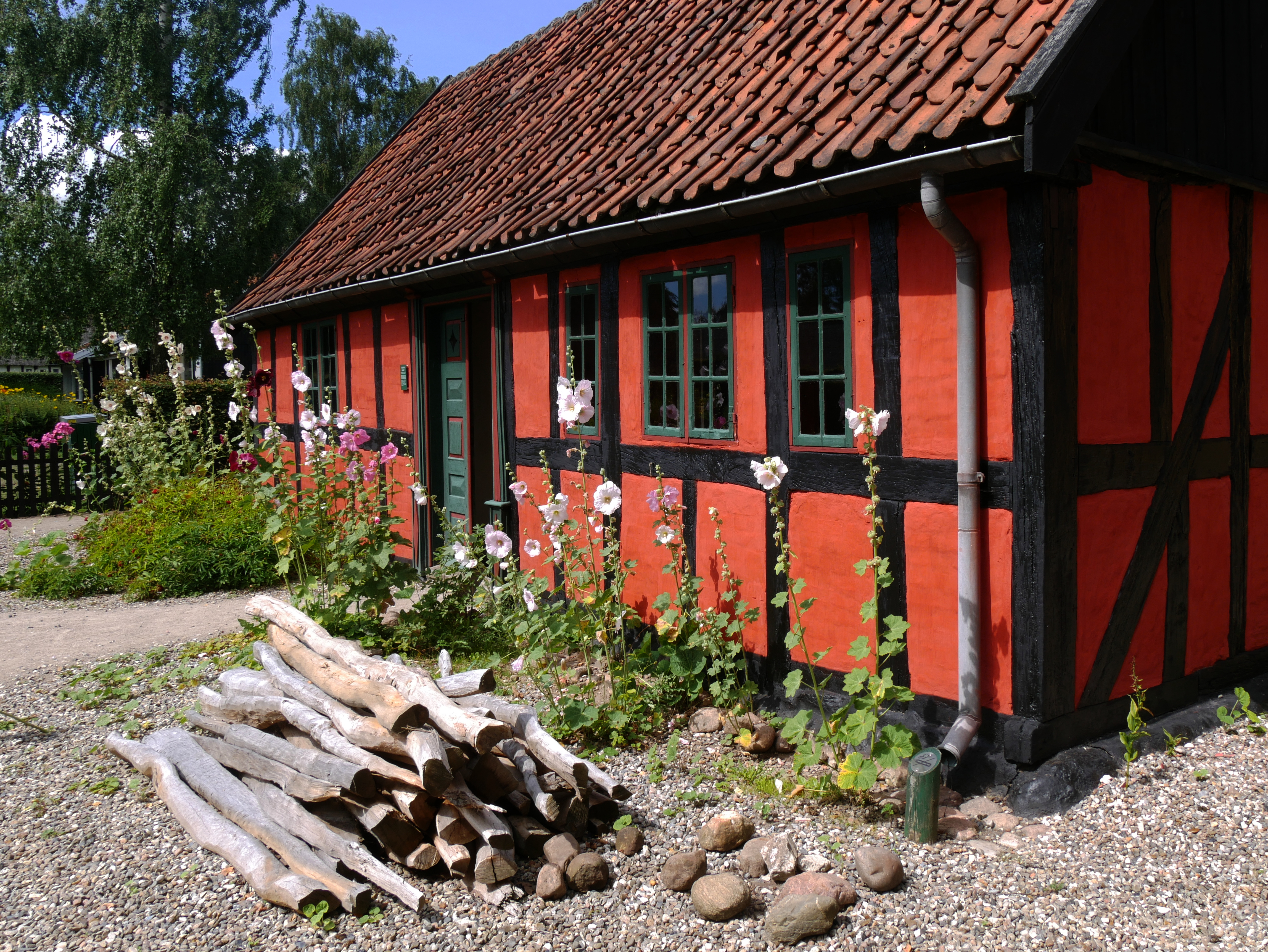
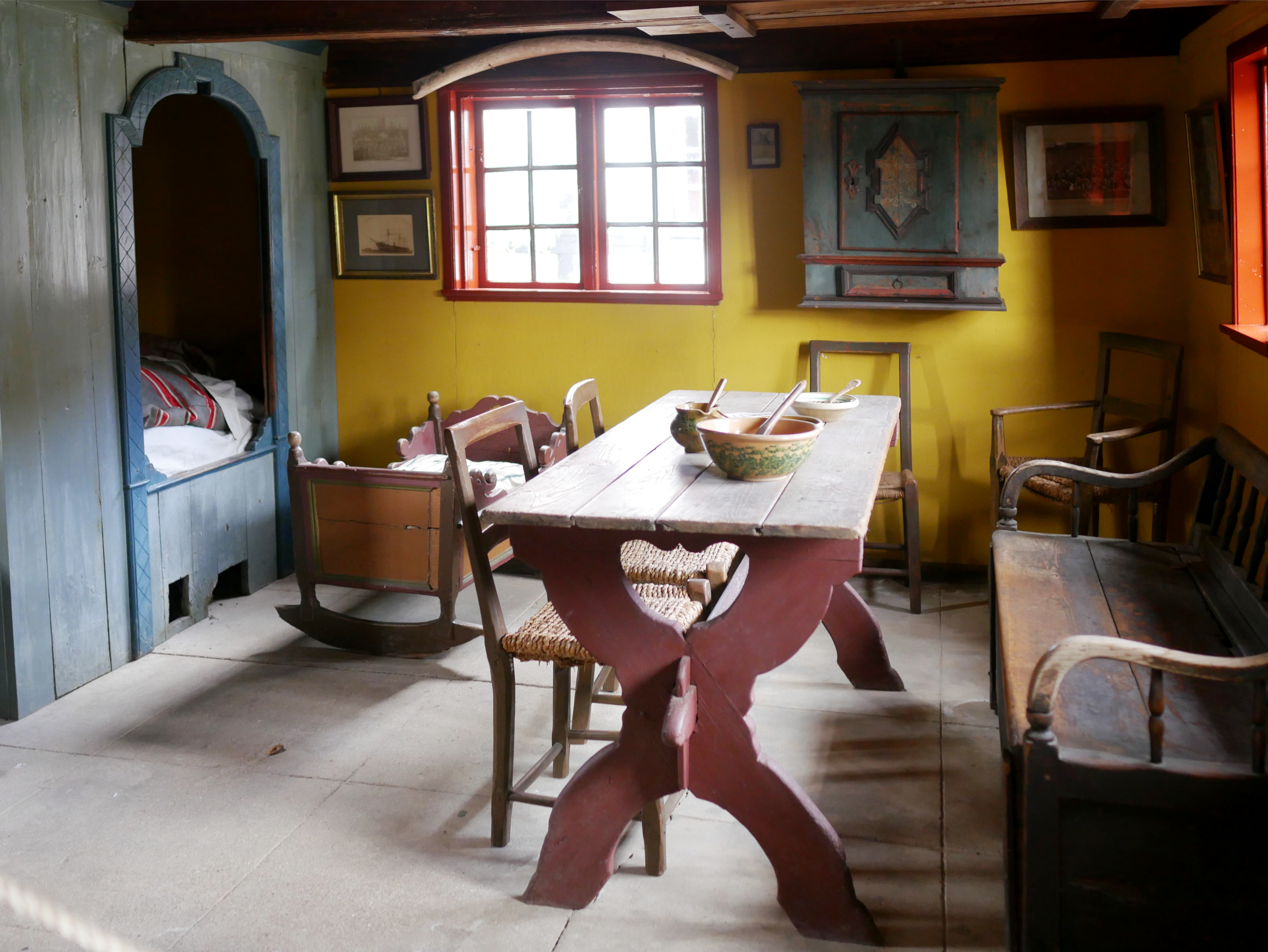
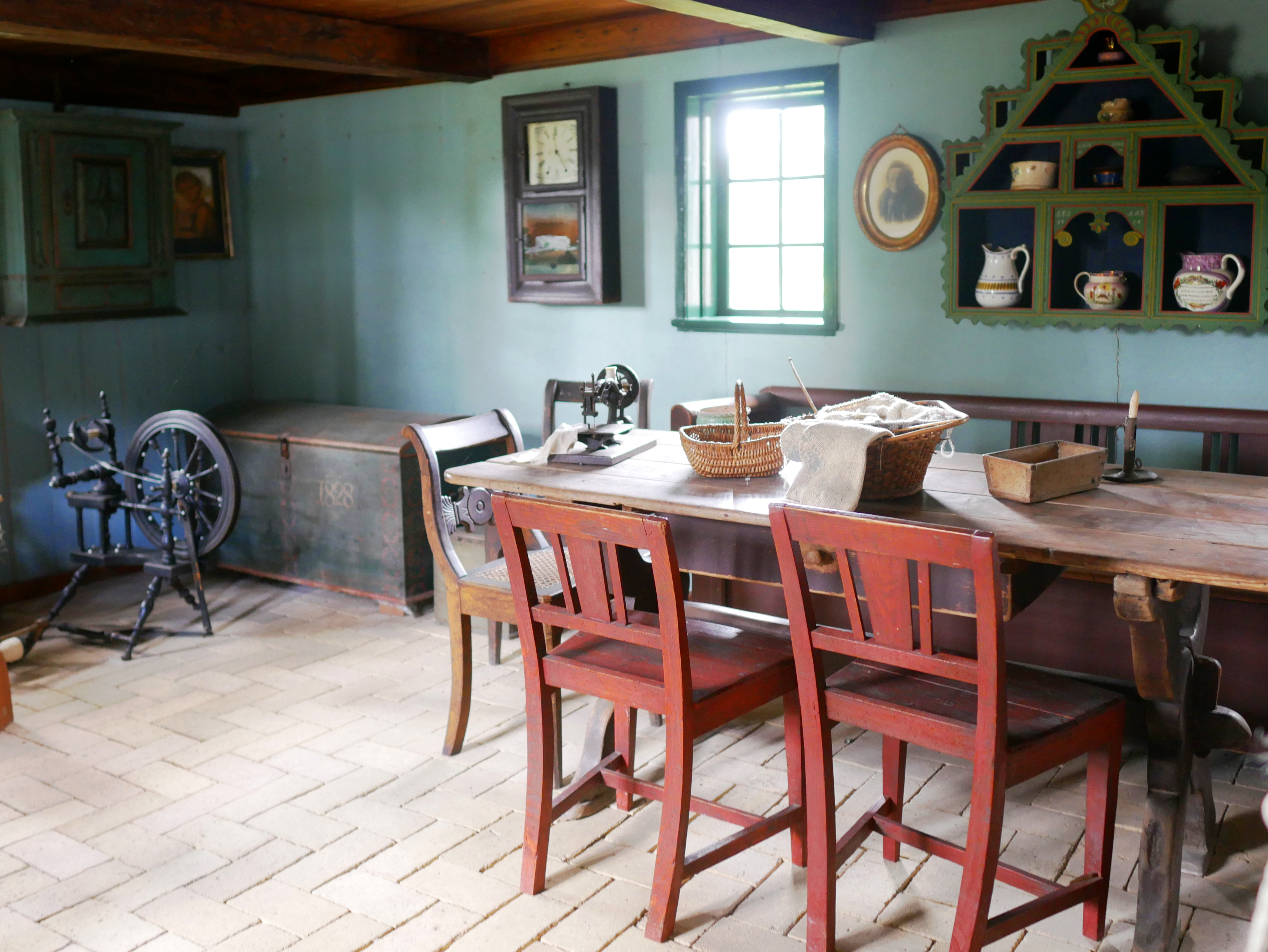
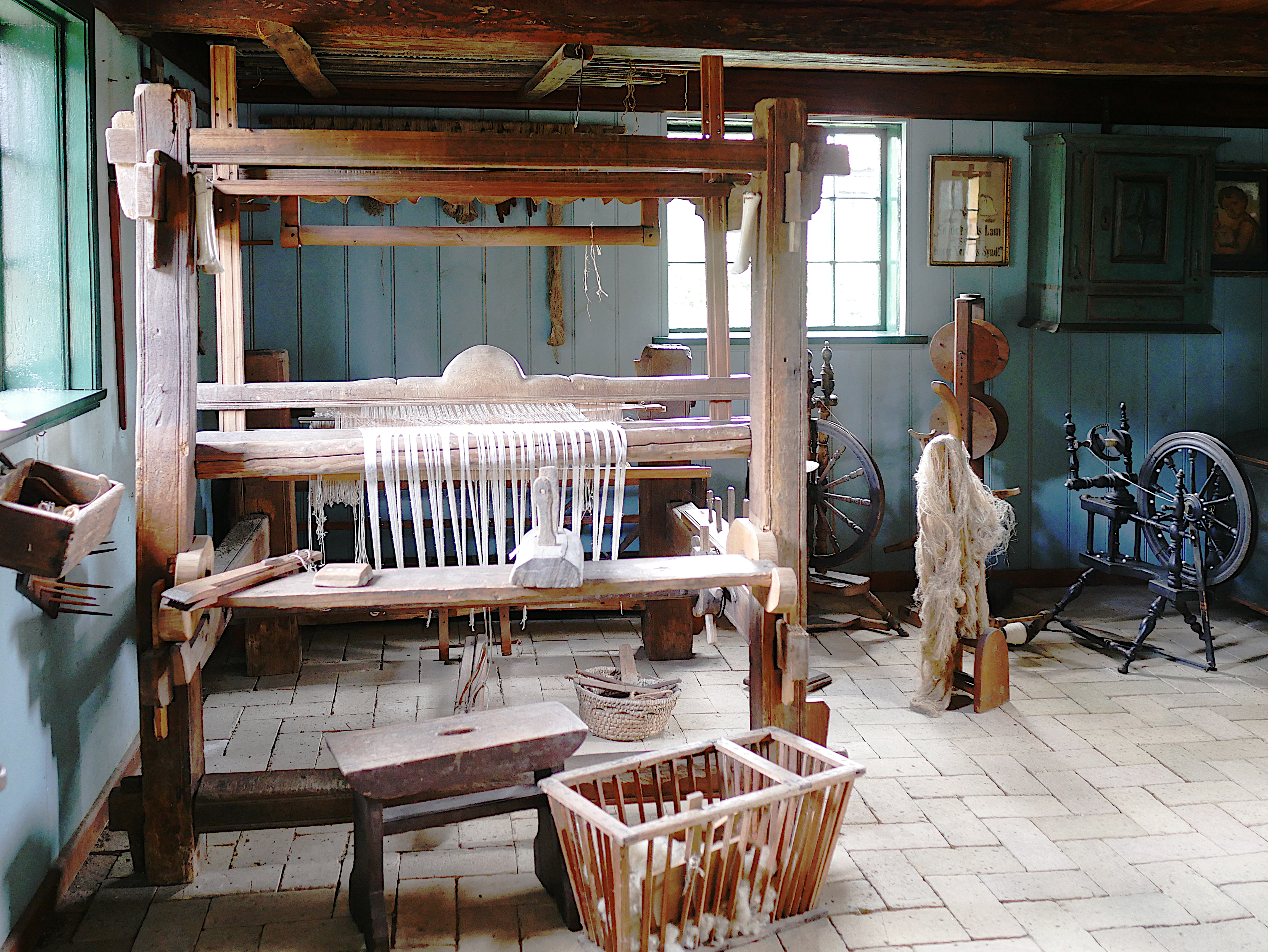

### Spaendhuset
Das Gebäude ist eine Rekonstruktion von 1917 aus alten Materialien. Ein ‘Spaendhus‘ ist ein kleines Gebäude, in dem die Dachsparren teilweise oder ganz zur Erde reichen, und stellt eine fast vergessene Bautradition auf dem Lande dar. Das Dach wurde mit allen verfügbaren Materialien wie Stroh, Tang oder Torf gedeckt.

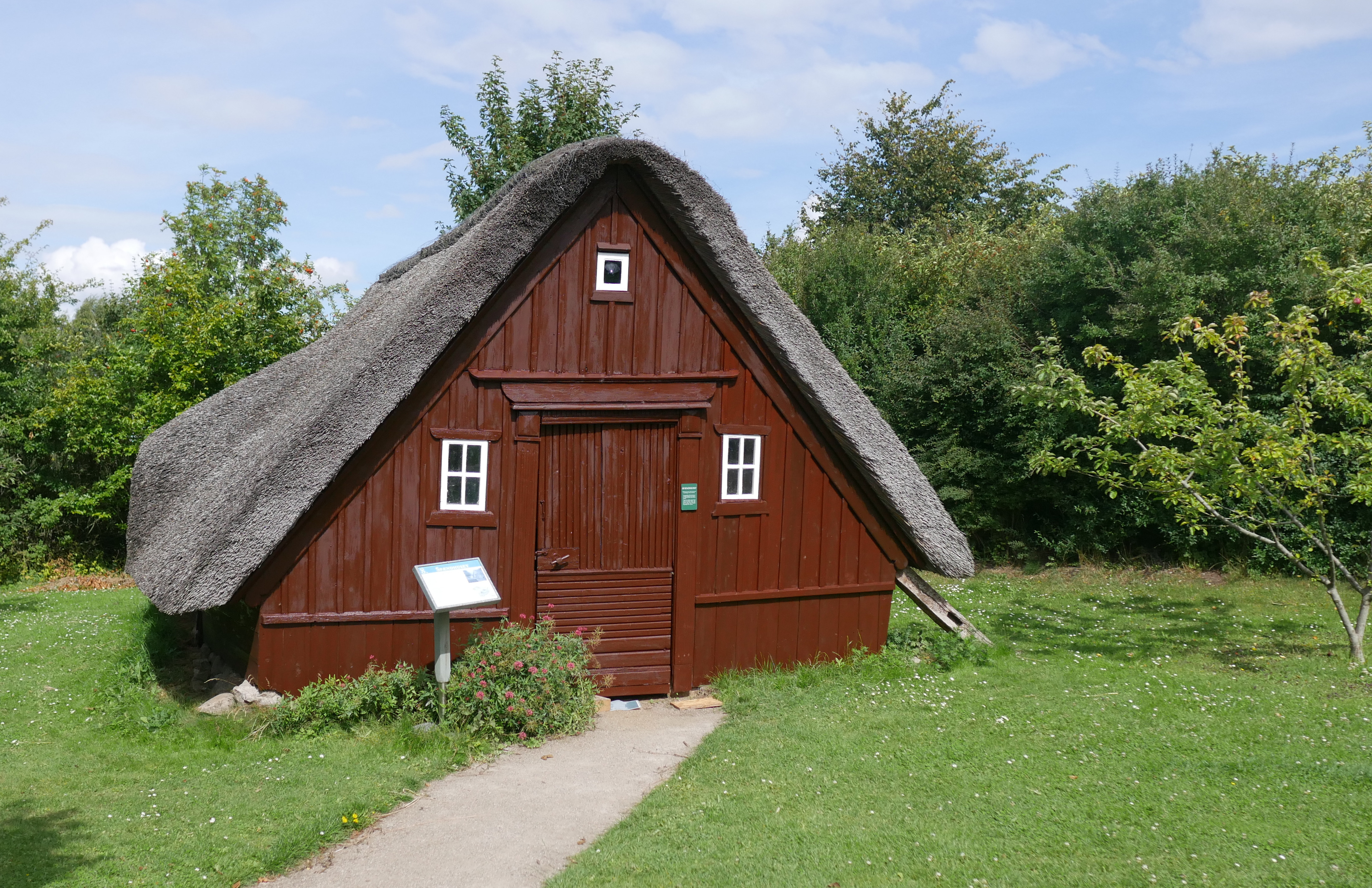
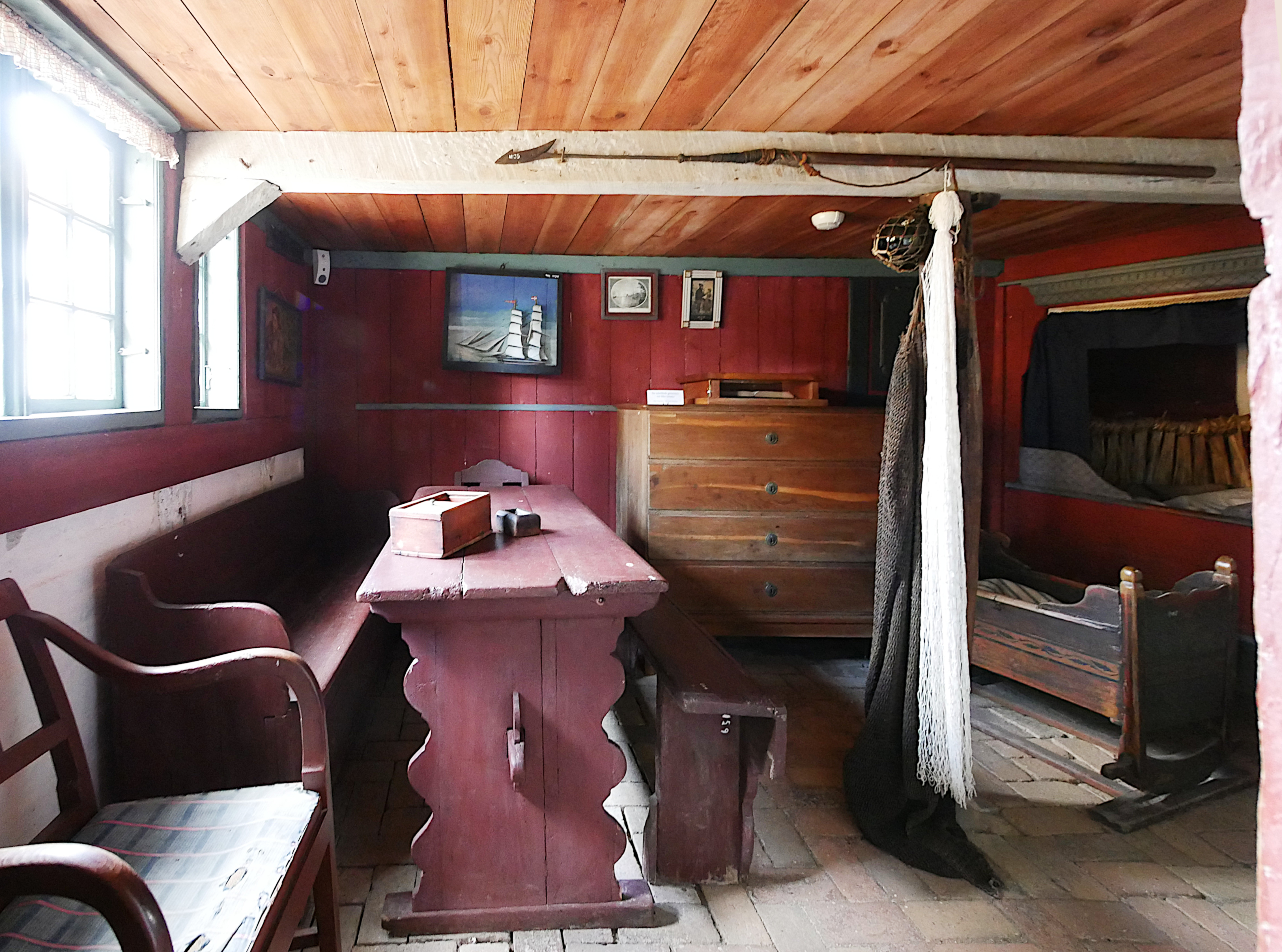
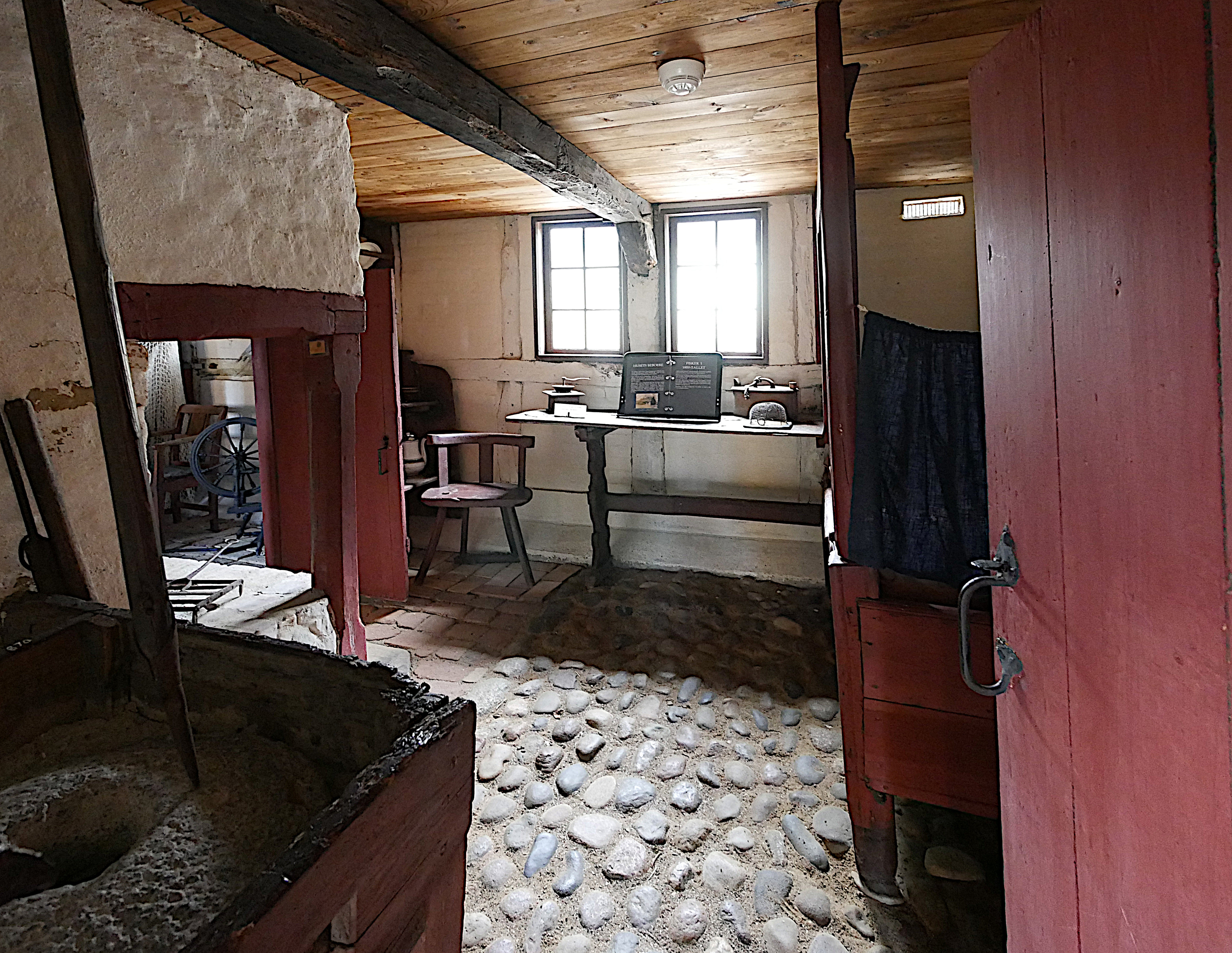

### Erweiterung zum 20. Jahrhundert

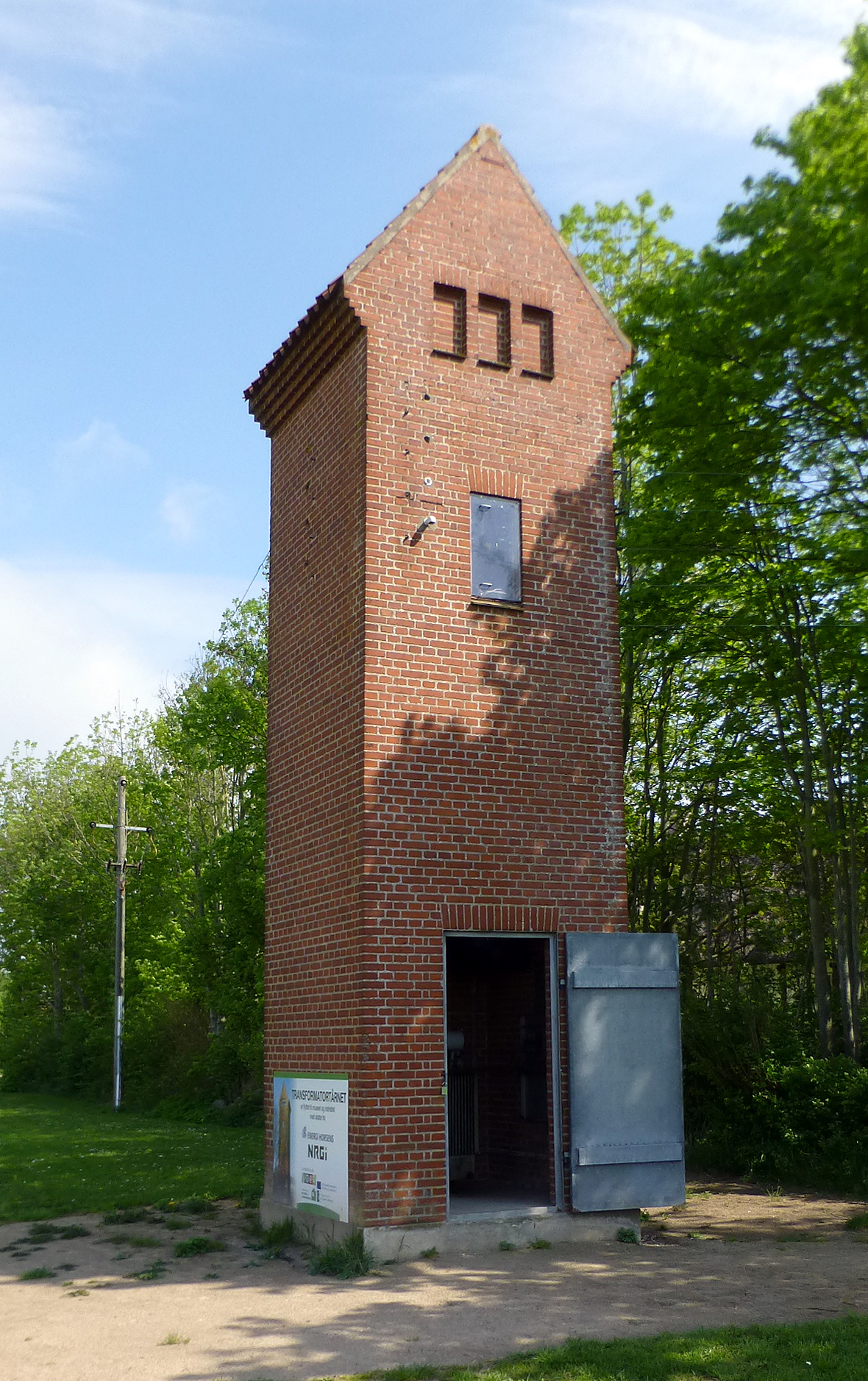
Transformatorenturm

Die Museumsleitung plant das Freilichtmuseum mit dem Projekt „The New Village“ mit einem Dorf des 20. Jahrhunderts zu erweitern. Der erste Schritt wurde dabei mit der Rekonstruktion eines Transformatorenturms von 1953 unternommen.

## Funktionsgebäude
Die Kasse und ein kleiner Museumsladen sind in einem rot gestrichenen kleinen Fachwerkhaus am Museumseingang untergebracht. Darüber hinaus gibt es zwei hallenartige moderne Betriebsgebäude. Außerhalb des Geländes gegenüber vom Museumseingang befindet sich eine moderne Halle mit einer Ausstellung zur Landtechnik und im Museumsgelände eine Halle für Veranstaltungen mit Räumen für die Museumsleitung und die Museumspädagogik. Gegenüber steht noch ein kleines Gebäude mit einem Museumscafé.